# Maïmon ben Yossef HaDayan
 (octobre 2009).
Maïmon ben Yossef haDayan est un rabbin, exégète et moraliste andalou du XIIe siècle (1110 - 1170).
Bien que principalement connu par son fils, Maïmonide, Maïmon était lui-même une figure majeure de son temps, consulté par de nombreuses communautés juives du monde musulman.
Il étudia auprès du Rav Joseph ibn Migash, et devint dayan (juge en matière de loi Juive) à Cordoue suivant une très longue tradition familiale.
Il était également astronome, mathématicien et philosophe.
Il rédigea des traités halakhiques sur les lois sur les fêtes, prières, pureté rituelle, les traditions familiales, et de nombreuses responsa. Ses enseignements, connus principalement par les travaux de son fils, qui n'hésite pas à le contredire, sont encore connus, et reconnus, de nos jours.
Fuyant Cordoue, tombée aux mains des Almohades, il erra avec sa famille pendant 10 ans avant de se retrouver à Fès, au Maroc. Cependant, le vent de panarabisation ne tarda pas à y souffler, et de plus, un Faux Messie y prophétisait. Rabbi Maïmon le confondit, mais cela fit naître une grande vague de désespoir parmi la communauté Juive, qui pensa que Dieu les avait abandonnés et élu une autre nation.
C'est dans ce contexte qu'il rédige en arabe la fameuse Lettre de consolation (Igueret HaNe'hama). Le monde musulman est instable et en proie à des luttes intestines, ainsi qu'avec le monde chrétien. Il apporte non pas la paix, mais les persécutions, que le Rav compare à un homme en train de se noyer. La Tora, en revanche, est une corde venue du ciel. Celui qui s'y accroche, même du bout des doigts, en respectant, fût-ce en secret, voire honteusement, fût-ce un nombre restreint de mitsvot (prescriptions) de peur d'attirer l'attention, a un espoir de survie. Par contre, celui qui la lâche, en se convertissant, se noiera sûrement.
Cette épître rend la situation du Rav et de sa famille fort précaire, et il ne tarde pas à quitter Fès avec eux, pour se rendre en Terre d'Israël, une terre encore marquée par la seconde Croisade. La vie est misérable, et Rabbi Maïmon encourage sa famille à se rendre en Égypte. Étant lui-même âgé, il choisit de terminer ses jours en Terre Sainte.
Il meurt en 1170, probablement à Jérusalem, mais son tombeau se trouve à Tibériade, aux côtés de celui de son fils.